# 山西临县矿权纠纷群体事件
山西临县矿权纠纷群体事件，又称白家峁煤矿群体事件，是指发生于2009年10月12日，因白家峁煤矿矿权问题而产生的企业与村民的群体事件，该事件造成4人死亡，14人受伤。

## 事件背景
1984年，山西临县白家峁煤矿建立，属白家峁村集体所有。煤矿先后经过三轮承包、出让。
2007年10月9日，白家峁村委主任成运强带人到临近的虎山煤矿拉煤，遭到殴打，成运强的弟弟成维秀被杀。《民主与法制时报》记者景剑峰采访并报道此事，该报道曾引起上级部门派人调查这起涉嫌黑社会犯罪案。之后，景剑峰被捕，并于2008年12月4日以窝藏罪、妨碍公务罪和受贿罪等在临县法院被提起公诉，获刑1年；举报者成运强则以寻衅滋事罪，被判处有期徒刑4年。
2008年由山西三兴煤焦有限公司经营。10月，白家峁村委会向太原市中级人民法院提起行政诉讼，诉称具体行政行为违法：2002年4月山西省国土资源厅核发采矿许可证，将采矿权人由“临县白家峁煤矿”变更为“山西三兴煤焦有限公司”，由“集体所有”变更为“有限责任公司”。2009年6月，太原市中院一审判决行政行为违法。7月，白家峁村部分村民进驻白家峁煤矿。山西省国土资源厅不服太原市中院一审判决，向山西省高级人民法院提起上诉。2009年10月16日，山西省高院作出终审判决，维持一审判决。 

## 事发经过
2009年10月12日，山西三兴煤焦有限公司保卫科科长李保明（临县公安局副局长亲哥）等人组织近百名护矿队员、社会闲散人员，手提木棍、砍刀，分乘十多辆车赶到临县林家坪镇，与白家峁村村民发生冲突、械斗。冲突过程中，村民郝兔照被汽车当场碾轧身亡，3名受重伤的村民抢救无效死亡，另有14人受伤。
事后，10月16日，原白家峁矿矿长、山西三兴煤焦有限公司法人代表石金山自杀。10月18日，李保民等人投案自首。

## 司法介入
10月22日，吕梁市公安机关提请吕梁市人民检察院，将参与该案的犯罪嫌疑人批准逮捕。已抓获29名犯罪嫌疑人，对64名外逃犯罪嫌疑人加紧抓捕。
临县县委对工作不力的林家坪镇党委书记、镇长，临县公安局一名副局长，林家坪派出所所长、指导员予以停职，接受调查。

## 评价
- 由于政府及主流媒体就此事的报道迟缓，各种评价及推测在互联网中存在[4]。
- 一些媒体认为，该事件凸显了解决煤矿产权问题的紧迫性[5]。